# Sean John

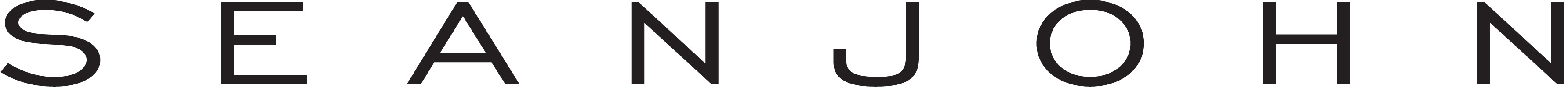
Logo

Sean John ist eine vom US-amerikanischen Rapper Sean Combs im Jahr 1998 gegründete Modemarke. Unter dem Markennamen werden Kleidung, Schuhe, Schmuck und Kosmetika vertrieben.
Die Marke wurde nach Combs’ Vor- und Mittelnamen benannt. Die ersten Produkte waren schwarze T-Shirts mit dem aufgedruckten Namenszug der Marke. Die Kollektion bestand bis 2004 hauptsächlich aus Kleidung für die Hip-Hop-Kultur. Damit wurde ein Umsatz von 400 Mio. US-Dollar erzielt. Nach rückläufigen Verkaufszahlen wurde sowohl das Management als auch die Produktpalette ausgetauscht. Anders als die ebenfalls von Rapmusikern gegründeten Marken Rocawear und Phat Farm setzt Sean John fortan auf hochpreisige Prêt-à-porter und Haute-Couture-Kollektionen. Als Berater wurde Zac Posen verpflichtet.
Auch außerhalb der Modewelt ist Sean John unter anderem im Bereich der Autofelgen aktiv.
Sean John wurde vom Council of Fashion Designers of America mehrfach als „excellent“ bewertet. Im Oktober 2003 wurden in Presseberichten Anschuldigungen wegen miserabler Arbeitsbedingungen in den honduranischen Produktionsstätten gegen die Modemarke erhoben.
Am 24. November 2023 gab die Warenhauskette Macy’s bekannt, aufgrund der Vorwürfe des sexuellen Missbrauchs gegen den Gründer der Marke, Sean Combs, sämtliche Kleidungsstücke der Marke Sean John aus ihren Kaufhäusern und Online-Shops zu entfernen.